# بنسون ي. باركنسون
بنسون ي. باركنسون (بالإنجليزية: Benson Y. Parkinson)‏ (19 مارس 1960)؛ روائي أمريكي. درس في جامعة بريغام يونغ.